# Llar de Nostra Senyora de Montserrat
La Llar de Nostra Senyora de Montserrat és una obra amb elements neoclàssics i eclèctics de Palafrugell (Baix Empordà) protegida com a Bé Cultural d'Interès Local.

## Descripció
Edifici de grans dimensions, de planta baixa i pis, amb pati interior. Les successives ampliacions i reformes han anat alliberant l'edificació original. Actualment la seva imatge característica és la llarga façana del carrer del Pedró Petit, que s'estructura seguint les inflexions d'aquest vial, amb rengles d'amples obertures disposades ordenadament. Hi resta integrada la façana de la capella amb porta d'arc ressaltat i un òcul, coronada per un prominent frontó acabat amb una petita espadanya, damunt la qual hi ha estat col·locada, al darrer quart del segle xX, una grossa imatge. L'acabat de la façana és arrebossat i emblanquinat, amb incisions geomètriques molt simples a la capella. Té per a més de 70 persones.
La capella està dedicada a la Mare de Déu dels Desamparats.

## Història
L'any 1897 Esteve Cadasadevall deixà els seus béns per fundar un asil d'ancians. Havia de ser regentat per les Germanes dels Ancians Desamparats, congregació que havia esta fundada 25 anys abans per Teresa Forner. L'asil començà amb una casa modesta que acollia 7 ancians. Molt aviat es construí la capella i l'edifici s'anà ampliant.